# Szíria az 1992. évi nyári olimpiai játékokon
Szíria a spanyolországi Barcelonában megrendezett 1992. évi nyári olimpiai játékok egyik részt vevő nemzete volt. Az országot az olimpián 4 sportágban 8 sportoló képviselte, akik érmet nem szereztek.

## Atlétika
Férfi
| Versenyző         | Versenyszám | Előfutam         | Előfutam         | Előfutam         | Negyeddöntő | Negyeddöntő | Negyeddöntő | Elődöntő | Elődöntő | Elődöntő | Döntő   | Döntő    |
| Versenyző         | Versenyszám | Idő              | Hely.            | Össz.            | Idő         | Hely.       | Össz.       | Idő      | Hely.    | Össz.    | Idő     | Helyezés |
| ----------------- | ----------- | ---------------- | ---------------- | ---------------- | ----------- | ----------- | ----------- | -------- | -------- | -------- | ------- | -------- |
| Hejr ed-Dín Obejd | 110 m gát   | 14,23            | 7.               | 32.              | kiesett     | kiesett     | kiesett     | kiesett  | kiesett  | kiesett  | kiesett | kiesett  |
| Zeid Abou Hamed   | 400 m gát   | nem állt rajthoz | nem állt rajthoz | nem állt rajthoz |             |             |             | kiesett  | kiesett  | kiesett  | kiesett | kiesett  |
| Músza l-Haríri    | Maraton     |                  |                  |                  |             |             |             |          |          |          | 2:47:06 | 84.      |

Női
| Versenyző | Versenyszám | 100 m gát | 100 m gát | Magasugrás | Magasugrás | Súlylökés | Súlylökés | 200 m | 200 m | Távolugrás | Távolugrás | Gerelyhajítás | Gerelyhajítás | 800 m   | 800 m | Végeredmény | Végeredmény |
| Versenyző | Versenyszám | Idő       | Pont      | Eredmény   | Pont       | Eredmény  | Pont      | Idő   | Pont  | Eredmény   | Pont       | Eredmény      | Pont          | Idő     | Pont  | Pont        | Helyezés    |
| --------- | ----------- | --------- | --------- | ---------- | ---------- | --------- | --------- | ----- | ----- | ---------- | ---------- | ------------- | ------------- | ------- | ----- | ----------- | ----------- |
| Gáda Suá  | Hétpróba    | 16,62     | 640       | 164 cm     | 783        | 12,24 m   | 677       | 25,44 | 847   | 588 cm     | 813        | 44,40 m       | 752           | 2:24,30 | 766   | 5278        | 25.         |

## Birkózás
Kötöttfogású
| Versenyző        | Versenyszám | Csoportkör                                                                                | Csoportkör | Helyosztók                 | Helyosztók        | Helyosztók        | Bronz- mérkőzés   | Döntő             | Helyezés    |
| Versenyző        | Versenyszám | Csoportkör                                                                                | Csoportkör | 9. helyért                 | 7. helyért        | 5. helyért        | Bronz- mérkőzés   | Döntő             | Helyezés    |
| Versenyző        | Versenyszám | Ellenfél Eredmény                                                                         | Hely.      | Ellenfél Eredmény          | Ellenfél Eredmény | Ellenfél Eredmény | Ellenfél Eredmény | Ellenfél Eredmény | Helyezés    |
| ---------------- | ----------- | ----------------------------------------------------------------------------------------- | ---------- | -------------------------- | ----------------- | ----------------- | ----------------- | ----------------- | ----------- |
| Mohammed Hasszún | 48 kg       | B csoport · Pappu Dzsadav (IND) · 2-5 · Vincenzo Maenza (ITA) · 0-15                      | 5.         | Óhasi Maszanori (JPN) · DQ | kizárták          | kizárták          | kizárták          | kizárták          | kizárták    |
| Háled el-Farezs  | 52 kg       | A csoport · Min Gjonggap (Min Gyeong-Gap) (KOR) · 5-8 · Alfred Ter-Mkrticsjan (EUN) · 1-4 | 6.         | kiesett                    | kiesett           | kiesett           | kiesett           | kiesett           | helyezetlen |

Szabadfogású
| Versenyző       | Versenyszám | Csoportkör                                                              | Csoportkör | Helyosztók        | Helyosztók        | Helyosztók        | Bronz- mérkőzés   | Döntő             | Helyezés    |
| Versenyző       | Versenyszám | Csoportkör                                                              | Csoportkör | 9. helyért        | 7. helyért        | 5. helyért        | Bronz- mérkőzés   | Döntő             | Helyezés    |
| Versenyző       | Versenyszám | Ellenfél Eredmény                                                       | Hely.      | Ellenfél Eredmény | Ellenfél Eredmény | Ellenfél Eredmény | Ellenfél Eredmény | Ellenfél Eredmény | Helyezés    |
| --------------- | ----------- | ----------------------------------------------------------------------- | ---------- | ----------------- | ----------------- | ----------------- | ----------------- | ----------------- | ----------- |
| Ahmad el-Aoszta | 68 kg       | B csoport · Christopher Wilson (CAN) · 2-3 · Gérard Sartoro (FRA) · 0-1 | 10.        | kiesett           | kiesett           | kiesett           | kiesett           | kiesett           | helyezetlen |

DQ - kizárták

## Cselgáncs
Férfi
| Versenyző  | Versenyszám | Selejtező         | 32-es főtábla                            | Nyolcaddöntő      | Negyeddöntő       | Elődöntő          | Vigaszág első kör | Vigaszág nyolcaddöntő | Vigaszág negyeddöntő | Vigaszág elődöntő | Bronz- mérkőzés   | Döntő             | Helyezés    |
| Versenyző  | Versenyszám | Ellenfél Eredmény | Ellenfél Eredmény                        | Ellenfél Eredmény | Ellenfél Eredmény | Ellenfél Eredmény | Ellenfél Eredmény | Ellenfél Eredmény     | Ellenfél Eredmény    | Ellenfél Eredmény | Ellenfél Eredmény | Ellenfél Eredmény | Helyezés    |
| ---------- | ----------- | ----------------- | ---------------------------------------- | ----------------- | ----------------- | ----------------- | ----------------- | --------------------- | -------------------- | ----------------- | ----------------- | ----------------- | ----------- |
| M. Alaolia | Nehézsúly   |                   | Harry van Barneveld (BEL) · visszalépett | kiesett           | kiesett           | kiesett           |                   |                       |                      |                   |                   |                   | helyezetlen |

## Sportlövészet
Nyílt
| Versenyző      | Versenyszám | Selejtező | Selejtező | Elődöntő | Elődöntő | Döntő   | Döntő    |
| Versenyző      | Versenyszám | Pont      | Helyezés  | Pont     | Helyezés | Pont    | Helyezés |
| -------------- | ----------- | --------- | --------- | -------- | -------- | ------- | -------- |
| Faríd Harbútli | Skeet       | 144       | 33.*      | kiesett  | kiesett  | kiesett | kiesett  |

* - nyolc másik versenyzővel azonos eredményt ért el

## Úszás
Férfi
| Versenyző       | Versenyszám  | Előfutam | Előfutam | Előfutam | Döntő   | Döntő   | Döntő   | Helyezés |
| Versenyző       | Versenyszám  | Idő      | Hely.    | Össz.    | Típus   | Idő     | Hely.   | Helyezés |
| --------------- | ------------ | -------- | -------- | -------- | ------- | ------- | ------- | -------- |
| Hisám el-Maszri | 400 m gyors  | 4:00,69  | 1.       | 34.      | kiesett | kiesett | kiesett | kiesett  |
| Hisám el-Maszri | 1500 m gyors | 15:54,41 | 1.       | 22.      | kiesett | kiesett | kiesett | kiesett  |